# Jeongnimsa
Jeongnimsa est un grand temple bouddhiste situé à Sabi (l'actuelle Buyeo), la dernière capitale du royaume de Paekche (538  660). Il est enregistré en tant que site historique no 301 pour la Corée du Sud depuis le 26 mars 1983 et est classé dans la liste du patrimoine mondial de l'UNESCO depuis 2015 dans le groupe des aires historiques de Baekje. Les restes encore visibles sont une pagode et un Bouddha, tous deux en pierre ainsi que deux étangs.

## Histoire
On ne sait pas exactement quand le temple a été fondé mais il est sûr qu'il était un élément essentiel de Sabi, la capitale de Baekje.
Dix campagnes de fouilles ont été menées entre 1942 et 2009. Elles ont permis de retrouver l'emplacement et la forme des différents bâtiments et de mettre au jour de nombreuses tuiles ainsi que des figurines en argile dont le style et la méthode de production rappelle celles du temple de Yongning dans la capitale des Wei du Nord. Une tuile portant l'inscription suivante a également été retrouvée : « 8e année de Taepyeong, Mujin Jeongnimsa Daejangdangcho (太平八年 戊辰 定林寺 大藏唐草) ». Cela signifie qu'elle a été produite en 1028.

## Description
Les restes de ce temple se trouvent au centre de la ville de Buyeo, près du fleuve Geum, à quelques centaines de mètres au sud du site archéologique de Gwanbuk-ri (le palais royal) et de la forteresse Busosanseong. Le temple couvre une surface de 1,54 ha, sa zone de protection s'étend sur 6,57 ha. 
Le temple possède une orientation nord-sud, avec l'entrée principale au sud. La pagode en pierre à cinq niveaux se trouvait juste derrière suivie du bâtiment pour les prières au centre du site et du bâtiment pour les enseignements. Ils étaient encadrés au nord, à l'ouest et à l'est par les dortoirs et des bâtiments fonctionnels. Un mur d'une longueur de 107 mètres et d'une largeur de 62 mètres l'entourait. Le terrain avait été planifié, abaissé au nord-est et surélevé au sud-ouest. Les bâtiments étaient en bois et étaient placés sur des plates-formes au rebord carrelé.

## La pagode
Elle est appelée la pagode à cinq étages de Baekje puisque c'est l'une des deux seules pagodes de ce royaume qui existent encore (avec celle de Mireuksa). Cela est dû au fait qu'elles étaient en pierre et non en bois comme c'était alors l'usage. Elle a été désignée trésor national no 9. Elle est en granite et mesure 8,33 mètres de haut. Sa forme reprend celle des pagodes en bois avec un piédestal fin et des piliers ainsi que des pierres fines et larges pour les toits. Son rôle était d'abriter les sariras, des perles trouvées dans les cendres de crémation des maîtres spirituels du bouddhisme. Elle porte une inscription moqueuse du général Su Dingfang qui a conquis la ville pour les Tang en 660 : « Pagode commémorant la destruction de Baekje ».

## Le Bouddha

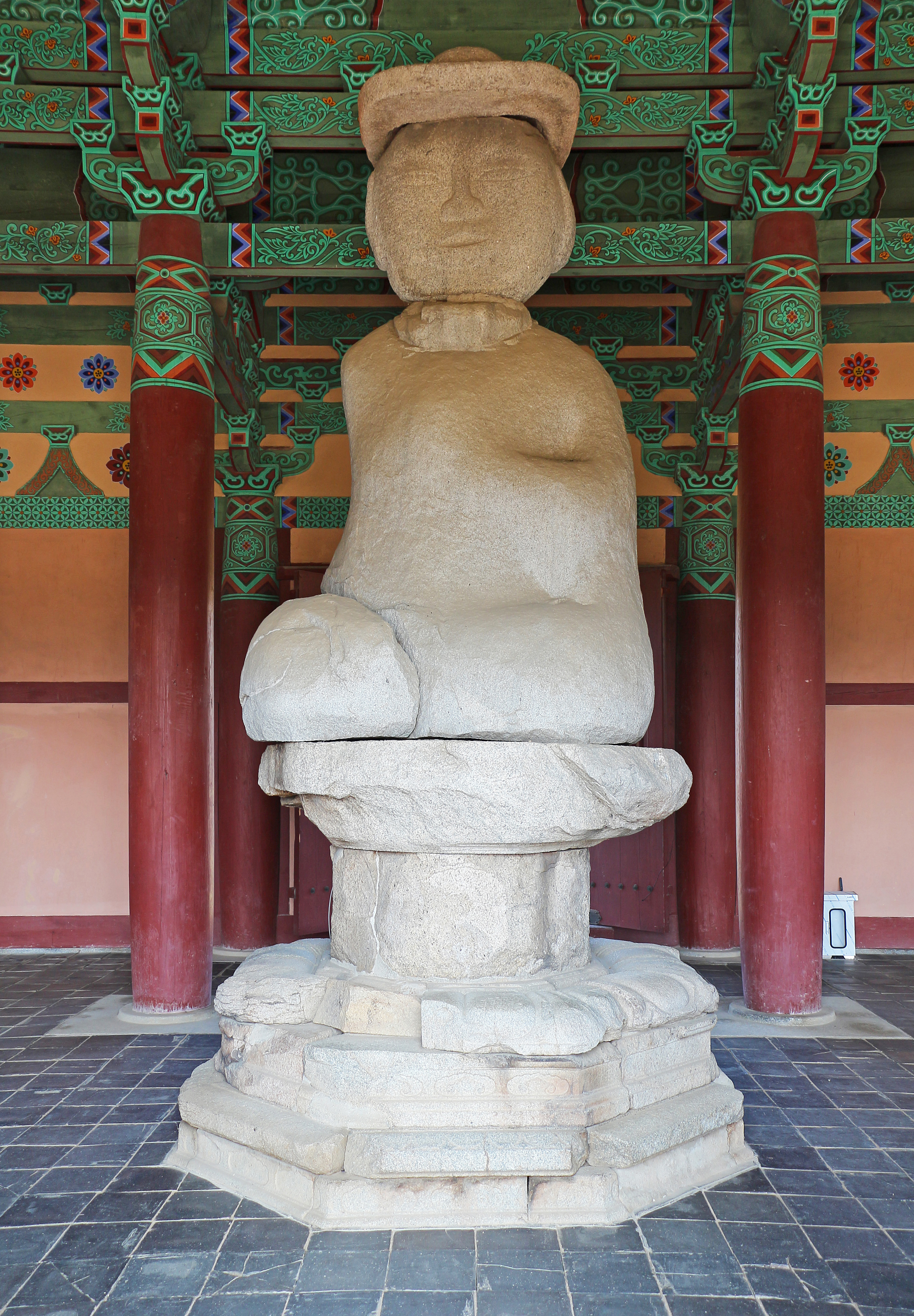
Le bouddha en pierre

Il s'agit d'un Bouddha assis en pierre datant du XIe siècle et donc de l'époque de Koryo. Il a été retrouvé à l'endroit où se trouvait l'auditorium. Il se trouve maintenant dans un bâtiment en bois récent qui sert à le protéger de l'érosion. D'une hauteur de 5,62 mètres, il a été classé trésor no 108 le 21 janvier 1963.
Il y a aussi un petit musée qui décrit l'expansion du bouddhisme en Asie et présente les techniques utilisées pour la construction du temple ainsi qu'un modèle en 3D. Entre 2008 et 2012, le site a accueilli 170 000 visiteurs par an en moyenne.